# Там, де Ятрань круто в'ється
Там, де Ятрань круто в'ється — українська народна козацька пісня літературного походження. Автор — Антін Шашкевич. Пісня оспівує одну з найкрасивіших річок Черкащини — Ятрань, велике кохання та гірку сирітську долю.

## Історія
Уперше пісня з’явилася у збірнику «Руський співаник», укладеному в 1888 році та виданому у Львові.
У 1890 році у Кракові на десятий рік після смерті поета Антіна Шашкевича вийшла збірка його творів. У цій збірці було вміщено один із повних варіантів пісні «Над Ятранню». У вступній статті йшлося, що цей вірш Шашкевича і послужив для створення різних варіантів народної пісні.
Народна пісня починається словами:
| Там, де Ятрань круто в’ється, З-під каміння б’є вода... |
У Шашкевича ж читаємо:
| Там, де Ятрань круто в’ється, По камінцях та й шумить... |
Складається враження, що автори народного варіанту пісні не бачили річки Ятрані, бо саме при впаданні Ятрані в Синюху русло в’ється між гранітними валунами, вода біжить по камінню, а не б’є з-під каміння.
Автор вірша точно вказує, звідки починається річка — з криниці:
| На долині єсть криниця, З той криниці б’є вода. |
Саме ця криниця стоїть біля шляху поряд із селом Томашівка Уманського району. Очевидно, Шашкевич бував тут і точно відобразив Ятрань та її характер.

## Використання пісні у кіно
Пісня звучить у кінострічці «Назар Стодоля» (1936) та кінострічці «Пропала Грамота» (1972) у виконанні Федора Стригуна (козак Андрій) та Івана Миколайчука (козак Василь).

## Виконавці
Серед найвідоміших виконавців пісні — Анатолій Солов’яненко. Пісня ввійшла до альбому «Українські народні пісні» (1998).
Пісня входить до репертуару: бандуриста Дмитра Васильовича Губ'яка, соліста Національної заслуженої капели бандуристів України імені Георгія Майбороди Петра Івановича Довбні та Заслуженого ансамблю народного танцю України «Ятрань».  

## Текст пісні
| Там, де Ятрань круто в’ється, З-під каміння б’є вода, Там дівчина воду брала, Чорнобрива, молода. Ой, дівчино, ти щаслива: В тебе батько, мати є, Двір широкий, хата біла, Все, що в хаті, то твоє. А я бідний, безталанний; Степ широкий – то ж мій сват, Шабля, люлька – вся родина, Сивий коник – то ж мій брат. Ой як тяжко жити стало, Бо ті проклятії пани Із нас шкуру поздирали Та пошили жупани. | 